# Dicranota (Paradicranota) gracilipes
Dicranota (Paradicranota) gracilipes is een tweevleugelige uit de familie Pediciidae. De soort komt voor in het Palearctisch gebied.